# پکا واسالا
پکا واسالا (فنلاندی: Pekka Vasala؛ زادهٔ ۱۷ آوریل ۱۹۴۸) دونده اهل فنلاند است. وی در مسابقات کشوری و بین‌المللی در مجموع برندهٔ ۱ مدال طلا شده‌است.